# ハイリッディン・アブドゥラヒモフ
ハイリッディン・アブドゥラヒモフ （1956年8月29日 - ）は、タジキスタンの軍人、チェキスト、政治家。大将。元タジキスタン国家保安委員会議長（保安相）。

## 経歴
ボフタルスキー地区（バフタール地区）出身。タジク人。
ドゥシャンベ国立教育大学（現K.ジュラエフ名称タジク国立教育大学）を卒業。ソ連国家保安委員会（KGB）高等学校特技向上課程を修了し、KGBの下級作戦職員として働く。
1996年～1999年、タジキスタン保安省ハトロン州局長。1999年～2006年11月30日、保安相。
2006年12月1日、国家保安委員会議長に任命。2010年9月2日、解任。

## パーソナル
妻帯、6児を有する。
スピタメン勲章、二等イスモイル・ソモニ勲章を受章。